# Runes (magazine)
Pour les articles homonymes, voir Rune (homonymie).
Runes fut le premier fanzine francophone exclusivement consacré aux jeux de rôle sur table. Ce bimestriel créé en 1983 connut 10 numéros. L'éditeur était l’A.T.O.L.L. (Association Toulousaine d'Organisation de Loisirs Ludiques), puis Encre Verte à partir du numéro 7.

## Historique
Le premier numéro, sous-titré "Le bimestriel des jeux de rôle", parut en janvier 1983. Bimestriel en principe, sa parution fut irrégulière et plus espacée lors de sa deuxième année. Noir & blanc de 40 pages pour le numéro 1 et 52 dès le numéro 7 (60 pages pour le numéro 6), il était vendu 15 francs pour le numéro 1 puis 18 francs dès le numéro 7 (20 francs pour le numéro 6). Les couvertures des trois premiers numéros sont en noir & blanc, une couleur apparaît à partir du numéro 4, les couleurs véritables arrivent avec le numéro 9.
Le magazine dut s'arrêter au numéro 10 début 1985, le numéro d’inscription au registre de la Commission Paritaire des Publications et des Agences de Presse lui étant retiré, ce qui entraînait des coûts très lourds qui sonnèrent le glas de la revue.
Ses créateurs furent Henri Balczesak (président de l’ATOLL), Dominique Balczesak, Christian Rossiquet, Sylvain Donnet et Jean Balczesak.
L’auteur des couvertures était Jean-Luc Serrano.
Introuvable en kiosque, car inconnu des circuits de distribution, on pouvait se le procurer au début dans la boutique « Le Monde du Jeu » à Toulouse, puis dans d’autres boutiques de jeux en France, voire épisodiquement dans le rayon librairie de certaines grandes surfaces.

## Contenu
Premier magazine exclusivement consacré aux jeux de rôle, en parallèle avec Casus Belli, Runes proposait diverses rubriques comme Le Coin de l’Erudit (test de connaissance des règles d'AD&D), Le Coin du Technicien (étude des règles d'AD&D), Il n’y a pas de Sot Métier (étude des classes de personnages d’AD&D), Runes vous Aide (récapitulatif technique en double-page centrale), La Souris de la Bibliothèque (critique littéraire), Au Bonheur des Mages (nouveaux sortilèges), IDs pour MDs (scénarios), Banc d’Essai (nouveautés), Ohé les Clubs, Traveller, ainsi que des articles d’aide au jeu, des nouvelles par épisodes (Silène, Le Rire de L’Idiot), des bandes dessinées et un courrier des lecteurs.
Si les scénarios étaient volontairement présentés sous forme de synopsis afin d'encourager la créativité des lecteurs, les articles de fond et les aides concrètes de jeu en constituaient probablement le point fort.

## Collaborateurs associés à Runes
Henri Balczesak (président de l’ATOLL), Dominique Balczesak, Jean Balczesak, Pierre Zaplotny, François Chery, Jean-Pierre Demange, Sylvain Donnet, Bruno Faidutti, Fabienne Leclerc, Alain Pérès, Olivier Raynaud, Christian Rossiquet, Philippe Sallerin, Jean-Luc Serrano, Francis Pacherie.